# Astana-TV
Astana-TV (ASTV) (russisch Астана телеканал) ist ein Fernsehsender in Kasachstan mit Sitz in der Hauptstadt Astana. Er sendet in kasachischer und russischer Sprache 24 Stunden täglich.
Astana-TV begann seine Testübertragungen am 8. März 1992 und seine offiziellen Übertragungen am 1. März 1993. Ab 2004 erweiterte es sein Abdeckungsgebiet auf die Regionen um Almaty, Atyrau, Pawlodar und Schymkent. Im Mai 2006 kamen die Regionen um die Städte Aqtöbe, Kökschetau, Öskemen, Qostanai und Qysylorda hinzu.
Der Sender hat unter anderem die US-Produktionen Lost, O.C., California, Alias – Die Agentin, 4400 – Die Rückkehrer und Grey’s Anatomy im Sendeprogramm.
Der Sender verfügt in Astana über zwei Sendestudios, ein großes Studio und ein Nachrichtenstudio.